# Phrynobatrachus brongersmai
Espèce
Phrynobatrachus brongersmai est une espèce d'amphibiens de la famille des Phrynobatrachidae.

## Répartition
Cette espèce est endémique du Liberia.

## Taxinomie
Cette espèce a été relevée de sa synonymie avec Phrynobatrachus ogoensis par Frétey en 2008 ou elle avait été placée par Arthur Loveridge en 1941.

## Description
Phrynobatrachus brongersmai mesure de 20 et 27 mm. Elle diffère notamment de Phrynobatrachus ogoensis par une taille plus grande, des tympans plus visibles et l'absence de sac vocal chez le mâle.

## Étymologie
Cette espèce est nommée en l'honneur de Leo Daniël Brongersma.

## Publication originale
- Parker, 1936 : Amphibians from Liberia and the Gold Coast. Zoologische Mededelingen, vol. 19, p. 87-102 (texte intégral).